# Aradi Béla
Aradi Béla (Budapest, 1948. június 11. – Budapest, 1993. november) magyar jogász (ügyész), jogi szakíró.
Jogi publikációi közül főleg a kényszerrel, valamint a közigazgatási  és polgári jogi szankciókkal kapcsolatos írásai jelentősek.

## Életpályája
Az Egyesült Izzónál kezdett dolgozni 1968-ban,  betanított vegyészként.  1966 és 1969 között a Veszprémi Vegyipari Egyetem hallgatója volt, majd 1969-ben beiratkozott az ELTA Állam- és Jogtudományi Karára, ahol 1974-ben szerzett jogi diplomát. Az egyetem elvégzése után 1974 és 1976 között a Nyíregyházi Városi-Járási Ügyészség fogalmazója volt. Ügyészi szakvizsgájának letétele után 1976 és 1981 között a Fővárosi Főügyészség Polgári Jogi Osztályának ügyésze, majd  1981-től haláláig, 1993-ig csoportvezető ügyésze volt. 
Időközben Szamel Lajosnál volt aspiráns 1982 és 1985 között, majd 1985-ben megszerezte az állam- és jogtudományok kandidátusa tudományos fokozatot. 

## Főbb művei
- Az ügyészi törvényességi felügyelet az állami tevékenység rendszerében. (Ügyészségi Értesítő, 1974)
- Az államigazgatási határozatok bírósági felülvizsgálatának kérdései. (Jogász Szövetségi Értekezések, 1979)
- Az államigazgatás működésének törvényességi garanciái, a bírói út fejlődése más intézményekhez viszonyítva. (Jogász Szövetségi Értekezések, 1980)
- A pertársasági szabályok érvényesülésének néhány problémája. (ELTE Polgári Eljárásjogi Füzetek. Bp., 1980)
- A jogász társadalmi felelősségéről. (Valóság, 1981)
- A vagyoni szankciók alkalmazásának feltételei. (Belügyi Szemle, 1981)
- A szabálysértési szankciórendszer elméleti alapjairól. (Állam és Igazgatás, 1983)
- Az államigazgatási jogi szankció. Kandidátusi értekezés (Bp., 1984)
- Ingatlanforgalom. Az ingatlanok adásvétele, cseréje és közvetítése. (Bp., 1991).